# Закон о реформе и контроле за иммиграцией в США (1986)
Закон о реформе и контроле за иммиграцией в США (англ. IRCA 1986), также закон Симпсона-Мадзоли — постановление Девяносто девятого Конгресса США, согласно которому в очередной раз был преобразован закон об иммиграции в США. До сих пор закон более широко известен как Иммиграционная амнистия в США, поскольку это была первая и единственная официальная крупномасштабная иммиграционная амнистия в истории страны по состоянию на 2010 год.

## Законодательство
Закон ввёл наказание за осознанный наём или принятие заявления на работу от незаконных иммигрантов или же других легально находящихся в стране иностранцев, не имеющих разрешения на работу. Работодатели, таким образом, вынуждены были сначала проверить статус служащих или кандидатов. Кроме того, данный закон предоставил амнистию определённым категориям незаконных иммигрантов, которые смогли доказать, что они проникли на территорию страны до 1 января 1982, то есть как минимум за пять лет до принятия закона, и непрерывно проживали в США всё это время. Закон предоставил путь к легализации в первую очередь многочисленным сельскохозяйственных сезонным рабочим, а также другим нелегальным («просроченным») иммигрантам. Иммигрантам было дано 3 дня на то, чтобы обратиться в ближайший паспортный стол. Амнистией воспользовалось за это время 2,8 млн человек, около 80 % из них граждане Мексики. Особенно значительными масштабы легализации были в штатах Техас и Калифорния.

## Последствия
Закон до сих пор неоднозначно воспринимается в США, особенно в республиканской среде из-за последовавшей за ним цепной реакции. Дело в том что вслед за 2,8 млн легализовавшимися иммигрантами, согласно законам США, начали прибывать и до настоящего времени прибывают жёны, дети, родители, братья и сёстры, что в фактически увеличило численность иммигрирующих в 3-5 раз. Амнистия также оказала значительное влияние на изменение расового и национального состава Юго-Запада США, ускорив высокие темпы роста латиноамериканского населения.